# Fight or Flight (album de Hoobastank)
Pour les articles homonymes, voir Fight or Flight.
Albums de Hoobastank
Is This the Day?
(2010) Push Pull
(2018)
Fight or Flight est le sixième album du groupe Hoobastank sorti le 11 septembre 2012 par le label Open E Entertainment.

## Liste des chansons
| No  | Titre                   | Durée |
| --- | ----------------------- | ----- |
| 1.  | This Is Gonna Hurt      | 3:50  |
| 2.  | You Before Me           | 4:24  |
| 3.  | The Fallen              | 3:16  |
| 4.  | Can You Save Me?        | 3:55  |
| 5.  | No Destination          | 3:43  |
| 6.  | Slow Down               | 4:40  |
| 7.  | No Win Situation        | 3:46  |
| 8.  | Sing What You Can't Say | 3:23  |
| 9.  | Magnolia                | 4:09  |
| 10. | Incomplete              | 3:12  |
| 11. | A Thousand Words        | 4:01  |

| 12. | The Pressure | 4:05 |